# Dániel Zsóri
Dániel Zsóri (Oradea - 14 de outubro de 2000) é um jogador de futebol profissional húngaro que atua como centroavante no UTA Arad.

## Carreira
Começou nas categorias de base do Békéscsaba UFC, antes de se mudar para Békéscsaba em 2015. Em setembro de 2017, assinou com o Debrecen e foi promovido ao profissional no Campeonato Húngaro de Futebol 2018–19 por András Herczeg, que o selecionou por seu título sênior no Magyar Kupa contra Teskánd em 31 de outubro de 2018. Zsóri estreou no Nemzeti Bajnokság I durante um jogo em casa com o líder da liga Ferencváros em 16 de fevereiro, com o atacante sendo substituído no lugar de Márk Szécsi antes de acertar um chute de aos noventa minutos no Estádio Nagyerdei , para o Debrecen vencer por 2–1; o gol foi selecionado para o Prêmio FIFA Puskás .
Em 1 de setembro de 2019, Zsóri concluiu a transferência para Fehérvár, detentor do Magyar Kupa. No dia 23 de setembro, o gol de Zsóri para o Debrecen contra o Ferencváros no Campeonato Húngaro de 2018–19, ganhou o Prêmio Puskás no Best FIFA Football Awards 2019, foi o primeiro húngaro a ganhar o premio que leva o nome do  húngaro Ferenc Puskás.

## Honras
Individual
- Prêmio FIFA Puskás : 2019 [9]